# Petter Brenna
Petter Brenna (* 27. Juli 1986 in Bærum) ist ein norwegischer Skirennläufer. Seine stärksten Disziplinen sind der Slalom und der Riesenslalom.

## Biografie
An FIS-Rennen nahm Brenna erstmals im November 2001 teil, Einsätze im Europacup folgten ab Dezember 2003. Erste Punkte im Europacup gewann er aber erst in der Saison 2006/07 und im Februar 2008 erreichte er mit Platz 14 im Riesenslalom von Jasná sein bislang bestes Ergebnis in dieser Rennserie. Bei Juniorenweltmeisterschaften ist seine beste Platzierung der zehnte Rang in der Kombination im Jahr 2005. Im Weltcup nahm Brenna erstmals im März 2007 an drei Rennen teil, blieb aber ebenso wie bei seinem nächsten und bisher letzten Weltcupstart im Februar 2008 ohne Punkte. Im März 2008 wurde er Norwegischer Meister in der Super-Kombination.
Seit 2008 studiert Brenna an der University of New Mexico in Albuquerque, Vereinigte Staaten. Seit der Saison 2008/09 startet er daher im Nor-Am Cup, dem nordamerikanischen Pendant zum Europacup. Dort fand er schnell den Anschluss an die Spitze und feierte am 6. Januar 2009 im Riesenslalom von Sunday River seinen ersten Sieg. Ein Jahr später gewann er am selben Ort den Slalom. In der Gesamtwertung erreichte er in der Saison 2009/10 den zweiten Platz im Riesenslalom und Rang drei im Slalom. In der folgenden Saison wurde er Vierter in der Slalomwertung.

## Erfolge

### Juniorenweltmeisterschaften
- Briançonnais 2003: 41. Abfahrt, 48. Super-G
- Maribor 2004: 31. Abfahrt, 40. Super-G
- Bardonecchia 2005: 10. Kombination, 16. Slalom, 20. Abfahrt, 22. Riesenslalom
- Québec 2006: 12. Abfahrt, 13. Super-G, 28. Riesenslalom

### Europacup
- 1 Platzierung unter den besten 15

### Nor-Am Cup
- Saison 2008/09: 6. Riesenslalomwertung
- Saison 2009/10: 2. Riesenslalomwertung, 3. Slalomwertung
- Saison 2010/11: 4. Slalomwertung
- 6 Podestplätze, davon 2 Siege:

| Datum          | Ort          | Land | Disziplin    |
| -------------- | ------------ | ---- | ------------ |
| 6. Januar 2009 | Sunday River | USA  | Riesenslalom |
| 5. Januar 2010 | Sunday River | USA  | Slalom       |

### Weitere Erfolge
- Norwegischer Meister in der Super-Kombination 2008
- 9 Siege in FIS-Rennen (3× Slalom, 4× Riesenslalom, 2× Super-G)